# Goura cristata
Pombo-coroado-ocidental ou gura-ocidental (Goura cristata), conhecida popularmente como pomba-goura, é uma espécie de ave da família Columbidae.

## Caracterização
Mede aproximadamente 75 cm de comprimento, sendo o maior pombo do mundo. Apresenta sexos semelhantes, com o macho sendo algumas vezes um pouco maior que a fêmea. Possui uma plumagem azul-cinzenta, com uma notável crista em forma de leque de coloração mais clara no alto da cabeça. Uma faixa azul-escuro contorna os olhos do animal, os quais são vermelhos.
Vive nas florestas da Nova Guiné. Sua dieta consiste principalmente de frutos e sementes.